# Самара (притока Волге)
Самара је река у Оренбуршкој и Самарској области у Русији, лева притокаа реке Волге. Дуга је 594 km. Слив реке је 46.500 km². Извире на узвишењу Обшчи Сирт. На ушћу реке Самаре у Волгу налази се град Самара раније Кујбишев.